# Mathieu Grébille
Mathieu Grébille (París, 6 de octubre de 1991) es un jugador de balonmano francés que juega de extremo izquierdo en el PSG. Es internacional con la Selección de balonmano de Francia.
Con la selección logró la medalla de plata en los Juegos Olímpicos de Río de Janeiro 2016, la medalla de oro en el Campeonato Mundial de Balonmano Masculino de 2015 y la medalla de oro en el Campeonato Europeo de Balonmano Masculino de 2014.

## Palmarés

### Selección nacional
| Juegos Olímpicos   | Juegos Olímpicos             | Juegos Olímpicos  | Juegos Olímpicos |
| Año                | Lugar                        | Medalla           |                  |
| ------------------ | ---------------------------- | ----------------- | ---------------- |
| 2016               | Río de Janeiro               | Medalla de plata  |                  |
| Campeonato Mundial |                              |                   |                  |
| Año                | Lugar                        | Medalla           |                  |
| 2015               | Catar                        | Medalla de oro    |                  |
| 2019               | Dinamarca y Alemania         | Medalla de bronce |                  |
| 2023               | Polonia y Suecia             | Medalla de plata  |                  |
| 2025               | Croacia, Dinamarca y Noruega | Medalla de bronce |                  |
| Campeonato Europeo |                              |                   |                  |
| Año                | Lugar                        | Medalla           |                  |
| 2014               | Dinamarca                    | Medalla de oro    |                  |

### Montpellier
- Liga de Francia de balonmano (2): 2011, 2012
- Copa de Francia de balonmano (3): 2012, 2013, 2016
- Copa de la Liga (4): 2011, 2012, 2014, 2016
- Supercopa de Francia (2): 2011, 2018
- Liga de Campeones de la EHF (1): 2018

### PSG
- Liga de Francia de balonmano (4): 2021, 2022, 2023, 2024
- Copa de Francia de balonmano (2): 2021, 2022
- Supercopa de Francia (1): 2023

## Clubes
- Montpellier HB (2010-2020)
- PSG (2020- )